# Segunda batalla de Capua
La segunda batalla de Capua fue un combate que tuvo lugar en el año 211 a. C. durante la segunda guerra púnica entre Cartago y la República romana. 

## Antecedentes
La ciudad de Capua, capital de Campania y segunda ciudad en importancia de la península itálica por detrás de Roma, desertó del lado romano en el otoño de 216 a. C. tras la derrota de estos en la Batalla de Cannas. Al cambio de bando se unió la formación de un ejército aliado de Aníbal integrado por 14 000 hombres que incluía una potente caballería. Durante las campañas de 215 a. C. y 214 a. C. el teatro de operaciones tuvo su centro de gravedad en Campania, pero a mediados de ese año uno de los ejércitos romanos que actuaban allí fue desplazado a Sicilia mientras los otros dos focalizaron su actividad en el Samnio, Apulia y Lucania. Al año siguiente, 213 a. C., la guerra en la península itálica se desplazó al límite entre Lucania y el Brucio, norte de Apulia y el Salentino. Esto dio un respiro a la ciudad ahora aliada con los cartagineses que vio como Campania dejaba de ser el campo principal de la guerra, aunque su campiña ya estaba arrasada y era improductiva.

## Movimientos previos
Al inicio del consulado de 212 a. C., el Senado romano decidió que los nuevos cónsules, Apio Claudio Pulcro y Quinto Fulvio Flaco, se marcasen como objetivo principal de la campaña la captura de "la pérfida Capua". Dado que los dos ejércitos consulares habían invernado en el cercano Samnio, los campanos temieron que las operaciones se centrasen contra ellos y solicitaron auxilio a Aníbal para que les enviase tropas y grano. El envío de cereales desde un campamento púnico junto a la cercana Benevento, resultó fallido al ser tomado al asalto por uno de los ejércitos consulares, tras lo cual ambos cónsules se encaminaron a Capua. La caballería campana reforzada por 2000 jinetes e infantes cartagineses atacó a las tropas romanas que asolaban la campiña infringiéndoles 1.500 bajas y consiguiendo un breve respiro hasta la llegada de Aníbal. 
Una vez acudió este desde el Salentino, se enfrentó en batalla campal a los dos ejércitos consulares en la primera batalla de Capua logrando que se alejasen de la ciudad. El de Quinto Fulvio Flaco se dirigió a la cercana Cumas mientras el de Apio Claudio Pulcro acudió a Lucania donde había desertado el ejército de esclavos de Tiberio Sempronio Graco tras la muerte en emboscada de este. Aníbal decidió perseguir a Apio Claudio permaneciendo en Lucania ante la llegada de un nuevo ejército romano que bajo mando de Marco Centenio Pénula relevaba al del cónsul que de este modo retornó a Campania. 
Con Aníbal alejado, los dos cónsules volvieron a los alrededores de Capua, acopiando abundante grano traído de Etruria y Cerdeña en dos posiciones cercanas: la ciudad de Casilino y una fortificación junto a la desembocadura del río Volturno. Con esto se aseguraban el avituallamiento en caso de ser atacados. Adicionalmente hicieron llamar a un tercer ejército, el del pretor Cayo Claudio Nerón en Suessula, para comenzar a tender una doble empalizada con doble foso alrededor de Capua. A pesar de las continuas salidas de acoso de los defensores campanos y de la guarnición cartaginesa, las tareas de cerco se lograron completar antes de acabar el consulado. Aníbal mientras tanto continuó sus operaciones en Lucania aniquilando en la Batalla del Silaro al ejército de Pénula de donde se dirigió a Apulia donde igualmente destrozó en la Primera Batalla de Herdonea el ejército del pretor Cneo Fulvio Flaco, hermano del cónsul. Marchó entonces al Salentino a tratar de tomar la ciudadela de Tarento, fracasando en el intento tras lo que arremetió contra la cercana colonia romana de Bríndisi sin lograr sus propósitos. 
Estando en esta comarca recibió el pedido desesperado de una embajada campana urgiéndole a acudir en socorro de ellos pues el muro de cerco estaba a punto de ser completado. Iniciado ya el nuevo consulado de 211 a. C. en los idus de marzo, Apio Claudio y Quinto Fulvio permanecieron al frente del cerco de la ciudad en calidad de procónsules. A comienzos de la primavera, Aníbal alistó un ejército lo más ligero posible que incluía caballería, 33 elefantes e infantería, para lo cual dejó su tren logístico en el Brucio. Con él se dirigió a Campania a marchas forzadas donde tomó la fortificación de Calacia situada al sureste de Capua. Tras esto acampó en un valle a la espalda del Monte Tifata.

## La batalla
Inmediatamente después, intentó durante cinco días seguidos romper las defensas romanas que rodeaban la ciudad de Capua. Apio Claudio Pulcro se encargó de la defensa del anillo interior de la empalizada contra el ataque de la guarnición de Capua compuesta por campanos y 2000 soldados púnicos. Quinto Fulvio Flaco se ocupaba de la defensa del anillo exterior contra el ejército de Aníbal. Por si era necesaria una eventual retirada, Nerón mandaba la caballería romana de las seis legiones presentes, situándose en la carretera a Suessula, mientras Cayo Fulvio Flaco, hermano del procónsul, se situó con la caballería aliada en la carretera a Casilino.
El ejército de Aníbal se enfrentó al ejército de Quinto Fulvio, que formaba delante de la empalizada exterior, consiguiendo que un pequeño núcleo de infantes hispanos junto a tres elefantes abriera brecha en el centro de la línea romana y se dirigiese contra la empalizada del campamento que cerraba el cerco de Capua. Esta punta de lanza comenzó su asalto al campamento romano pero este fue tenazmente defendido por su guarnición bajo mando de los legados, Lucio Porcio Licino y Tito Popilio. Adicionalmente varios manípulos de la VI Legión de la ahora rota por el centro línea romana dirigidos por el centurión primipilo Quinto Navio y el legado Marco Atilio, atacaron de flanco al grupo de hispanos que penetraba. De este modo pudieron aniquilarlos y restablecer el orden.
En el anillo interior de la empalizada los defensores de la ciudad atacaron en otro punto pero fueron repelidos hasta los muros de la población. El procónsul Apio Claudio resultó gravemente herido durante el combate.

## Aproximación a Roma
Una vez fracasado el intento, la falta de víveres por estar los alrededores de Capua asolados por los romanos, y la posibilidad de que llegara un nuevo ejército romano por la espalda que pudiera impedirle la salida, decidió a Aníbal a abandonar el área. Para ello acopió balsas para cruzar el río Volturno que separa Campania del Lacio, y en una sola noche realizó el cruce. El general cartaginés pretendía romper el asedio de Capua dirigiendo su ejército contra la ciudad de Roma, esperando que con esta amenaza el ejército romano se viera obligado a romper el asedio y perseguirle. Su plan era forzar a los romanos a entablar una batalla campal y volver a derrotarles de nuevo, al igual que lo había hecho en ocasiones anteriores.
Sin embargo, Aníbal encontró a Roma con los medios suficientes para defenderse. Contaba con dos legiones recién alistadas y además se produjo la llegada de un ejército de socorro desde Capua con 16.000 hombres bajo mando del procónsul Quinto Fulvio Flaco por una ruta diferente a la empleada por el general púnico. Con su caballería Aníbal arrasó la campiña alrededor de Roma pero debió retirarse finalmente bajo el acoso del ejército de socorro romano que le atacó al cruzar el río Anio, recuperando parte del botín. A los cinco días de abandonar Roma realizó un ataque nocturno contra el campamento de sus perseguidores, pero su intento porque lo evacuasen y se dirigiesen a un lugar cercano donde había tendido una emboscada fracasó y abandonó sus planes de auxiliar Capua.

## Final de la campaña
Aníbal, tras atravesar el Lacio se dirigió a la Daunia (Norte de Apulia). Allí permaneció la mayor parte de la campaña vigilado por los ejércitos consulares de los nuevos cónsules Cneo Fulvio Centúmalo y Publio Sulpicio Galba. Ese verano, Capua, sobre la que se mantuvo el asedio, terminó rindiéndose a los romanos que castigaron duramente a sus habitantes. El procónsul Apio Claudio falleció a resultas de la grave herida sufrida y fue Quinto Fulvio Flaco quien organizó las severas represalias, siendo por ello acusado en el Senado de Roma el año siguiente. Aníbal finalmente marchó hacia el Brucio, en el sur de la península itálica tras haber invernado en Lucania. Allí reconquistó Tisia y atacó Regio sin éxito con lo que finalizó la campaña de 211 a. C.